# کیومرث ثقفی
کیومرث ثقفی از افسران نظامی هوانیروز با درجه نظامی سرتیپ است. در بحبوحه وقوع انقلاب ۱۳۵۷ ایران، وی برای یک دوره زمانی کوتاه فرماندهی هوانیروز را بر عهده داشت.